# سويديو إستونيا
سويديو إستونيا أو سويدو الساحل (بالسويدية: "estlandssvenskar" أي "سويديو إستونيا"، وبالعامية "aibofolke" أي "سكان الجزيرة") هم أقلية سكانية متحدثة باللغة السويدية تقطن سواحل وجزر ما هو اليوم شمال وغرب إستونيا. بدأ استيطان سويدي إستونيا في هذه المناطق (المعروفة باسم "Aiboland") منذ القرنين الثالث والرابع عشر الميلاديين، عندما وصل أسلافهم السويديُّون إلى إستونيا قادمين من أراضي السويد وفنلندا. لكن على الرُّغم من ذلك فإن كل الأقلية السويدية في إستونيا نقريباً هاجرت عائدة إلى السويد في أيام الحرب العالمية الثانية، ولم تبقى اليوم سوى أقلية صغيرة جداً منهم في إستونيا، وهُم أحفاد بعض متحدثي السويدية الذين قرَّروا البقاء في أرض إستونيا خلال الحرب.

## السكان

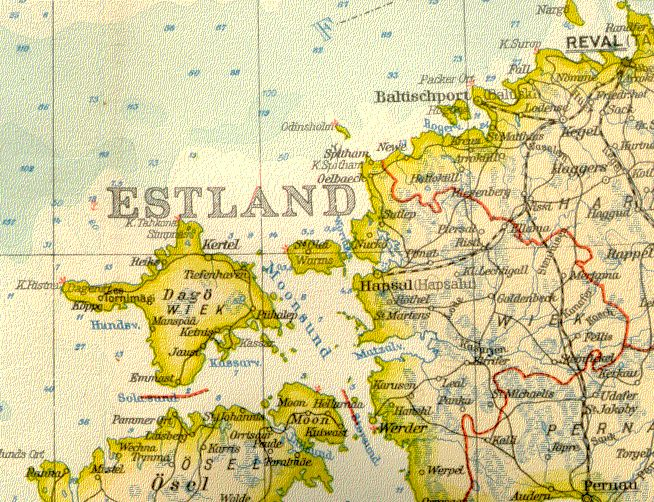
خريطة قديمة للأرخبيل الإستوني الغربي، وهو المنطقة التي تركز فيها سويديُّو إستونيا.

أرقام وأعداد سويديِّي إستونيا خلال القرون الأولى للاستيطان السويدي في تلك الأراضي غير معروفة. بحلول نهاية عهد الإمبراطورية الرومانية المقدسة بلغ عدد سويديِّي إستونيا حوالي 1,000 عائلة، كما قطنَ حوالي 1,500 سويدي آخرين في العاصمة الإستونية تالين، وبذلك بلغَ إجمالي عدد متحدثي السويدية في ما هو اليوم إستونيا حوالي 5 إلى 7 آلاف نسمة، مما يُمثل حوالي 2 إلى 3% من سكانها في ذلك الحين.
حسبَ إحصاء سكان الإمبراطورية الروسية الشهير في عام 1897 فقد بلغ إجمالي عدد السويديِّين في محافظة إستونيا 5,768 نسمة، وهوَ ما يُعادل نسبة 1,39% من إجماليِّ سكان المحافظة. وقد قطنَ أغلب هؤلاء في مُقاطعة هاسبال، وهناك كان يُمثلون أقلية تبلغ نسبتها 5,6% من إجمالي السكان.
في إحصاء عام 1922 ارتفعَ عدد سكان إستونيا ليَبلغ 1,107,059، بينهم 7,850 نسمة من متحدثي السويدية الذي مثلوا بهذا نسبة 0.7% فحسب من إجمالي السكان، وقد كان هؤلاء أغلبيات في بعض المناطق، منها على سبيل المثال روهنو وفورسمي وريغلدي. انخفضت أعاد سويديِّي إستونيا قليلاً بحلول عام 1934 لتَبلغ 7,641 نسمة. لكن الأغلبية الساحقة من هؤلاء سُرعان ما هجرت البلاد على إثرِ اندلاع الحرب العالمية الثانية عائدين إلى السويد.
ظلَّت أعداد سويديِّي إستونيا مستقرة إلى حدّ ما منذ الحرب العالمية الثانية، إذ بلغ عددهم 450 نسمة في عام 1970، ثم 254 في عام 1979، فـ297 في عام 1989 (وهُنا باتَ ترتيبهم من حيث العدد 26 من بين كافة المجموعات العرقية في إستونيا، وذلك بعد أن كان ترتيبهم قبل الحرب العالمية الثانية رقم ثلاثة بعدَ الألمان والروس مُباشرة). بلغت أعداد سويديي إستونيا حسبَ إحصاء عام 2000 حوالي 300 نسمة، وبذلك ارتفعَ ترتيبهم مجدداً ليُصبح رقم 20 بين المجموعات العرقية في إستونيا،. وعلى الرغم من ذلك فإن 211 منهم فحسب كانوا مواطنين إستونيِّين. لكن وبما أن الكثير من سويديِّي إستونيا لا يَعترفون بأصلهم العرقي فإن البعض يُقدرون عددهم الحقيقيَّ اليوم بحوالي 1,000 نسمة.